# Banu Malak
 (octobre 2014).
Si vous disposez d'ouvrages ou d'articles de référence ou si vous connaissez des sites web de qualité traitant du thème abordé ici, merci de compléter l'article en donnant les références utiles à sa vérifiabilité et en les liant à la section « Notes et références ».
Les Banu Malak, aussi nommés Banu Malik, sont une tribu des Banu Hilal installée dans la région du Gharb du Maroc au XIIIe siècle.

## Origines
Les Banu Malik sont une tribu arabe issue de la fractions "Zoghba" une des branches principales de la tribu Banu Hilal, les Zoghba sont descendants de Zoghba ben Abi Rabiah ben Nahik ben Hilal.

## Histoire
Les Bani Malik seront placés aux limites du Gharb par la dynastie Mérinide, qui va en faire une de ses tribus guich.

## Personnalités
- Mohamed Al-Ayashi al-Maliki al-Zoghbi, mujahid marocain[2]